# خط إم6 السريع
هذه المقالة تتحدث عن خط إم6 السريع في إنكلترا. هناك أيضاً خطي إم6 سريعين في هنغاريا (أنظر خط إم6 السريع (هنغاريا)) وفي جمهورية إيرلندا (أنظر شارع إن6).

شعار الإم6

خط إم6 السريع هو أطول خط سريع في المملكة المتحدة. يبدأ من مفصل مع خط إم1 السريع قرب ركبي في وسط إنكلترا، مروراً بكوفنتري، خلال برمنكهام وقرب مدن رئيسية مثل ولفرهامبتون، ستوك-أون-ترينت، مانشستر، ليفربول، وبريستون، ويستمر إلى شمال كارلآيل، قريباً للحدود السكوتلندية.

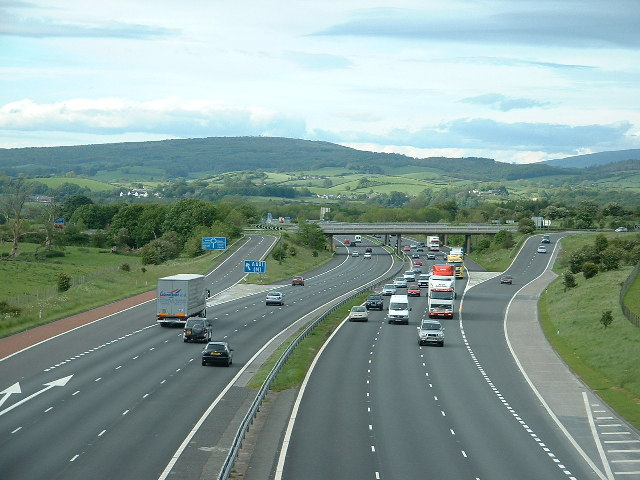
الإم6 قرب كارنفورث

لا طالما يتم الإدعاء أن الإم6 هو أكثر الخطوط السريعة انشغالاً في البلد، بالرغم من أن خط إم25 السريع قد يدعي نفس الشي، اعتماداً على طريقة القياس المستخدمة.
إيضاً يتم إطلاق اسم «العامود الفقري لبريطانيا» عليه باعتباره جزءاً من الممر الوسطي بين غلاسكو ولندن، يصل اسكتلندا وشمال إنكلترا الصناعي بقلب البلد الحكومي والمالي في الجنوب الشرقي.